# Бадівка (зупинний пункт)
Бадівка — пасажирський залізничний зупинний пункт Козятинської дирекції Південно-Західної залізниці на лінії Шепетівка — Здолбунів між станціями Кривин (5 км) та Могиляни (7 км). Розташований неподалік від села Бадівка Рівненського району Рівненської області.

## Історія
Зупинний пункт відкритий у 1964 році.

## Пасажирське сполучення
На зупинному пункті Бадівка зупиняються приміські електропоїзди напрямку Шепетівка — Здолбунів — Рівне.